# 水阳镇 (徽县)
水阳镇，是中华人民共和国甘肃省陇南市徽县下辖的一个乡镇级行政单位。
2016年，甘肃省民政厅批复同意撤销水阳乡，设立水阳镇。

## 行政区划
水阳镇下辖以下地区：
水莲村、新柳村、峪山村、胡河村、李坝村、南山村、泰山村、石滩村、新寺村、滩店村、牟坝村、刘沟村和两垭村。